# Patanemo (paroisse civile)
Pour les articles homonymes, voir Patanemo.
Patanemo est l'une des huit paroisses civiles de la municipalité de Puerto Cabello dans l'État de Carabobo au Venezuela. Sa capitale est Patanemo.

## Géographie

### Démographie
Outre sa capitale Patanemo et la localité de Flamenco où se trouve la plage de Patanemo s'ouvrant sur l'océan Atlantique, la paroisse civile comporte plusieurs autres localités :
- Patanemo
- La Primavera
- Los Caneyes